# Calyptorhynchus latirostris
Calyptorhynchus latirostris е вид птица от семейство Какадута (Cacatuidae). Видът е застрашен от изчезване.

## Разпространение
Видът е разпространен в Австралия.